# Teresa Bellanova

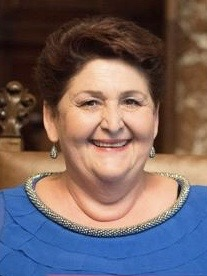
Teresa Bellanova (2019)

Teresa Bellanova (* 17. August 1958 in Ceglie Messapica) ist eine italienische Gewerkschafterin und Politikerin (IV, vormals PD, DS). Bellanova war von 2006 bis 2018 als Abgeordnete und war seitdem bis 2022 als Senatorin Mitglied des italienischen Parlaments. Im Kabinett Conte II war sie von September 2019 bis Januar 2021 Ministerin für Landwirtschaft, Ernährung und Forstwirtschaft. Von März 2021 bis Oktober 2022 war sie im Kabinett Draghi Vizeministerin im Ministerium für Infrastruktur und Verkehr.

## Werdegang
Bellanova wurde in Ceglie Messapica in der Provinz Brindisi geboren. Sie schloss die Mittelschule nach der 8. Klasse ab und begann mit 14 Jahren als landwirtschaftliche Hilfsarbeiterin zu arbeiten. Ceglie war seinerzeit eines der Zentren der Anwerbung landwirtschaftlicher Schwarzarbeiterinnen in Apulien, die für geringen Lohn im Oliven-, Wein- und Mandelanbau eingesetzt wurden.
Angesichts der schlechten Arbeitsbedingungen trat sie nach kurzer Zeit in die kommunistisch orientierte Gewerkschaft CGIL ein und wurde mit 15 Jahren in die örtliche Arbeiterkammer gewählt. Sie organisierte mit ihrer Gewerkschaftsgruppe Straßensperren, um Lieferwagen aufzuhalten, mit denen die Hilfsarbeiterinnen zu den Feldern gebracht wurden. Mit 20 Jahren wurde sie Regionalkoordinatorin der Frauen in der Federbraccianti, der Spartengewerkschaft für Landarbeiter innerhalb der CGIL von Apulien. Als Gewerkschaftsfunktionärin wechselte sie 1996 in die Leitung der FILTEA, die Textilarbeitergewerkschaft der CGIL, und wurde 2000 in das nationale Sekretariat der Gewerkschaft gewählt, wo sie für den Mezzogiorno (Süditalien) zuständig war.
Bellanova begann ihr politisches Engagement bei den Democratici di Sinistra (Linksdemokraten), die 1991 aus dem Partito Comunista Italiano hervorgingen. Sie wurde von dem ehemaligen Ministerpräsidenten und Parteivorsitzenden Massimo D’Alema gefördert und war ab 2005 Mitglied des nationalen Parteirats. Bei der Parlamentswahl 2006 wurde sie auf der Liste des Mitte-links-Bündnisses L’Ulivo in die Abgeordnetenkammer des italienischen Parlaments gewählt. Dort gehörte sie dem Arbeits- und dem Landwirtschaftsausschuss an. Die DS gingen 2007 in der Partito Democratico auf. D’Alema schlug Bellanova als eine der „Weisen“ vor, die das Programm der neuen Mitte-links-Sammelpartei ausarbeiteten. Nach der Parlamentswahl 2013 wurde sie Sekretärin der PD-Fraktion. 
Im Kabinett von Ministerpräsident Matteo Renzi war Bellanova von Februar 2014 bis Januar 2016 Staatssekretärin im Arbeits- und Sozialministerium unter Giuliano Poletti. Anschließend wechselte sie als Vizeministerin in das Ministerium für wirtschaftliche Entwicklung unter Federica Guidi. Diese Position behielt sie bis Juni 2018 auch im Kabinett von Paolo Gentiloni. Bei der Parlamentswahl 2018 wurde sie in den italienischen Senat gewählt. Dort gehörte sie als Vertreterin der Opposition dem Ausschuss für Industrie, Handel und Tourismus an. 
Am 5. September 2019 wurde sie im zweiten Kabinett von Giuseppe Conte zur Landwirtschaftsministerin ernannt. Zwei Wochen später verließ sie gemeinsam mit Matteo Renzi die PD und beteiligte sich an der Gründung der Partei Italia Viva, behielt allerdings ihr Ministeramt. Zusammen mit Ettore Rosato war sie presidente, d. h. förmliche Vorsitzende, von Italia Viva, während Renzi als leader die faktische politische Führung hatte. Am 13. Januar 2021 kündigte Renzi an, die von seiner Partei gestellten Minister und Unterstaatssekretäre aus dem Kabinett Conte II zurückzuziehen, womit Teresa Bellanova ihr Amt als Ministerin verlor. Im Kabinett von Mario Draghi war sie ab dem 1. März 2021 Vizeministerin im Ministerium für Infrastruktur und Verkehr unter dem parteilosen Minister Enrico Giovannini. Bei der Parlamentswahl im September 2022 verlor Bellanova ihren Senatssitz und schied anschließend auch aus der Regierung aus. Im Dezember 2022 endete ihr Amt als presidente der Partei Italia Viva, da der faktische Anführer Matteo Renzi nun auch den offiziellen Parteivorsitz übernahm.

## Privatleben
Teresa Bellanova ist mit einem aus Marokko stammenden Übersetzer verheiratet, den sie während eines Gewerkschaftstreffens in Casablanca kennengelernt hat. Das Paar hat einen Sohn (* 1991).